# Arctoraja
Arctoraja – rodzaj ryb chrzęstnoszkieletowych z rodziny Arhynchobatidae.

## Rozmieszczenie geograficzne
Do rodzaju należą gatunki występujące w wodach północnego i północno-zachodniego Oceanu Spokojnego.

## Morfologia
Długość ciała do 135 cm; masa ciała (największa opublikowana) do 18,2 kg.

## Systematyka
Rodzaj zdefiniował w 1958 roku japoński ichtiolog Reizo Ishiyama w artykule poświęconym badaniom nad rajami występującymi w wodach wokół Japonii opublikowanym w czasopiśmie Journal of the Shimonoseki College of Fisheries. Gatunkiem typowym jest (oryginalne oznaczenie) A. smirnovi.

### Etymologia
Arctoraja: gr. αρκτος arktos ‘północ’; łac. raia ‘płaszczka, raja’.

### Podział systematyczny
Do rodzaju należą następujące gatunki:
- Arctoraja parmifera (Bean, 1881)
- Arctoraja sexoculata (Misawa, Orlov, Orlova, Gordeev & Ishihara, 2020)
- Arctoraja simoterus (Ishiyama, 1967)
- Arctoraja smirnovi (Soldatov & Pavlenko, 1915)